# Phacelia mutabilis
Phacelia mutabilis är en strävbladig växtart som beskrevs av Edward Lee Greene. Phacelia mutabilis ingår i Faceliasläktet som ingår i familjen strävbladiga växter. Inga underarter finns listade i Catalogue of Life.